# Balaur (dinozaur)
Balaur este un gen de dinozaur teropod de la sfârșitul Cretacicului (circa acum 70 milioane de ani) ce a trăit pe teritoriul actualei Românii. A fost descoperit și descris în august 2010, primind numele unei creaturi mitice românești, balaur. Este cunoscut dintr-un singur schelet parțial, reprezentând specia Balaur bondoc, numele provenind de la construcția oaselor, care erau mai scurte și mai grele decât cele ale altor membri ai familiei. Spre deosebire de dinozaurii cu care este înrudit, avea câte două gheare sub formă de seceră la toate labele, cu gheare mari retractabile la primul și al doilea deget. A fost descris ca „o variantă musculoasă a prădătorului velociraptor.”
Un studiu publicat în 2015, susține că Balaur bondoc ar fi fost o pasăre nezburătoare primitivă, specia fiind mult mai apropiată de Jeholornis, Sapeornis și Archaeopteryx decât de Velociraptor.

## Istorie
Fosilele acestui dinozaur au fost găsite în septembrie 2009 la 2,5 kilometri nord de Sebeș, județul Alba de geologul și paleontologul clujean Mátyás Vremir (n. 1971) de la Societatea Muzeului Ardelean și a primit denumirea parțială SbG/A-Sk1.

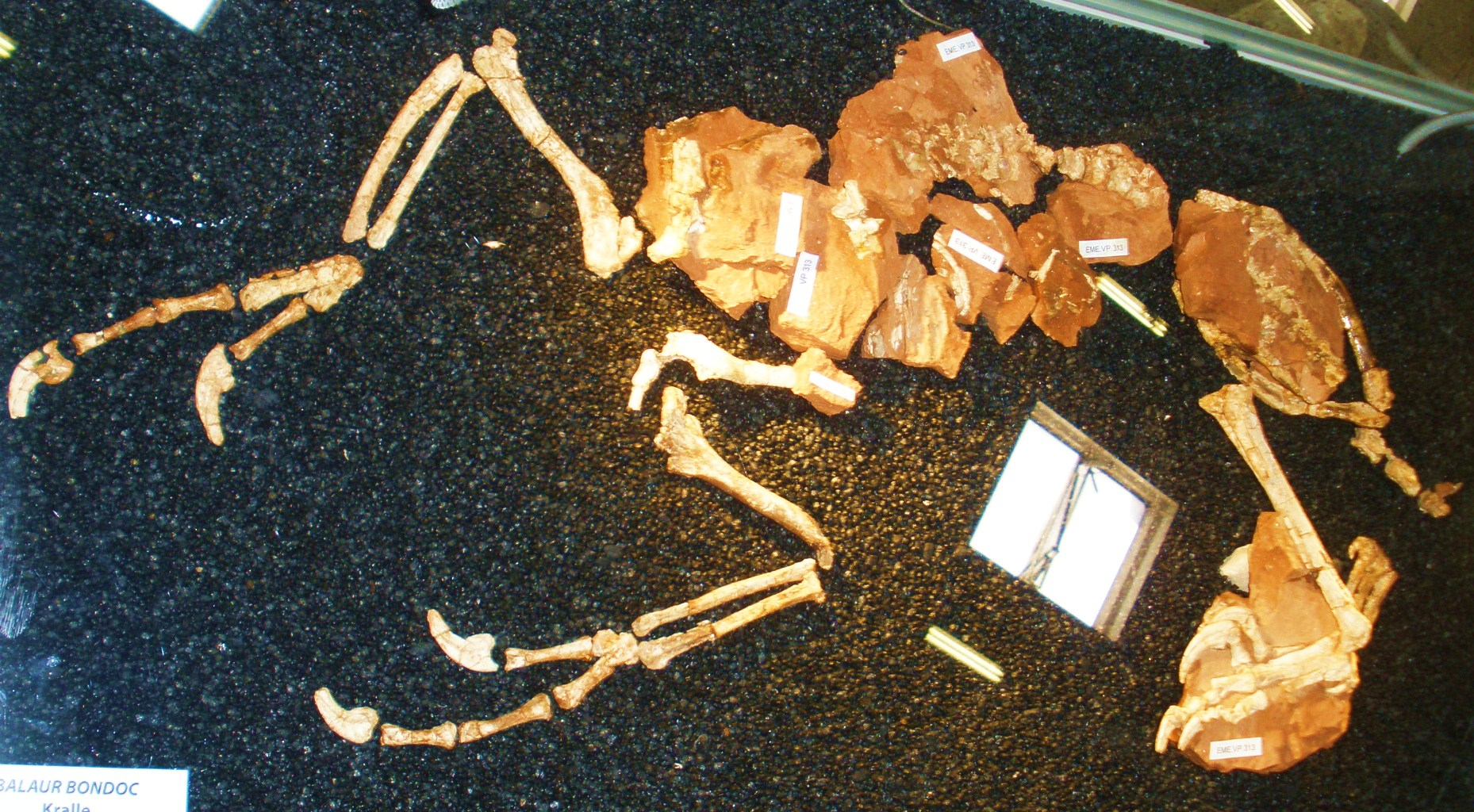
Fosila